# دین هیمر
دین هیمر (انگلیسی: Dean Hamer؛ زادهٔ may ۲۹, ۱۹۵۱ (۷۳ سال)) یک دانشمند در زمینه ژنتیک و مؤلف و فیلم‌ساز اهل ایالات متحده آمریکا است. او برای تحقیقات خود در مورد تبیین نقش ژنتیک در گرایش جنسی و رفتار انسان، کمک به بیوتکنولوژی و پیشگیری از HIV / ایدز، و کتاب‌های محبوب و مستند در طیف گسترده‌ای از موضوعات مختلف شناخته می‌شود.